# Quenell

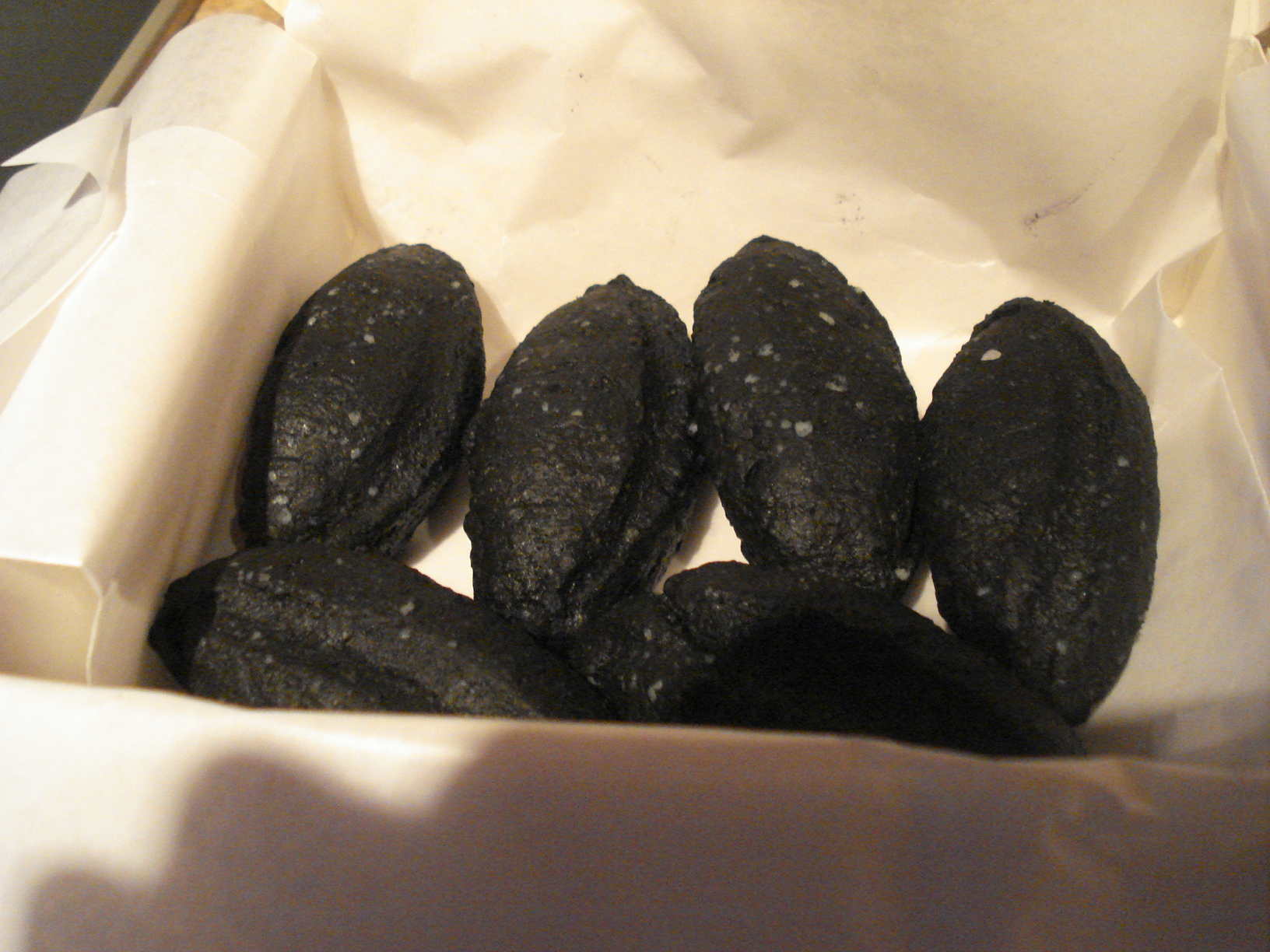
Svarta queneller färgade med bläck från bläckfiskar

Queneller är små klimpar av fin färs som användas i soppor eller till garnering av andra rätter.
Quenell tillagas av färserad fisk, kyckling eller annat kött, ibland tillsammans med ströbröd, med en lätt äggbindning, som vanligtvis pocheras, och kan liknas vid en mindre klimp. Förr i tiden användes queneller ofta som garnityr i soppor i haute cuisine. Idag serveras de oftast ensamma. Queneller kan även syfta på ett livsmedel som formats till en oval eller äggform, såsom glass-, sorbet- eller potatismosqueneller. Den betydelsen kommer från den ursprungliga quenellens äggform.
Ordet quenell kommer från franska quenelle och tyska Knödel.

## Tillagning
Vid tillagningen av queneller fyller man en sked med färs, som jämnas till med en kniv. Med en annan sked, som har doppats i en kastrull med varmt vatten och därefter skjutits in under quenellen, för man över den i en smord panna som dock inte är upphettad. De överslås med kokande, saltat vatten och hålls traditionellt över en eld tills de kokat upp, vartefter de låts avrinna. De kan sedan penslas med äggula och stekas igen.
Det finns även formar för tillverkning av queneller. I dessa pressar man ner färsen, lägger i en panna med vatten som de snabbt kokas i, och sätts därefter in i ugnen, bestryks med äggula och steks. Färdiga serveras de ofta med andra rätter, såsom soppor.

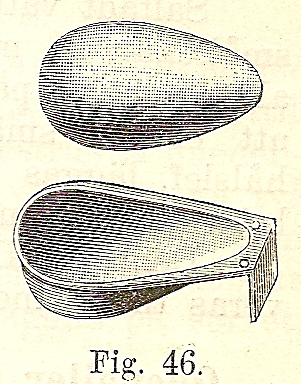
Formar som används för att tillverka queneller
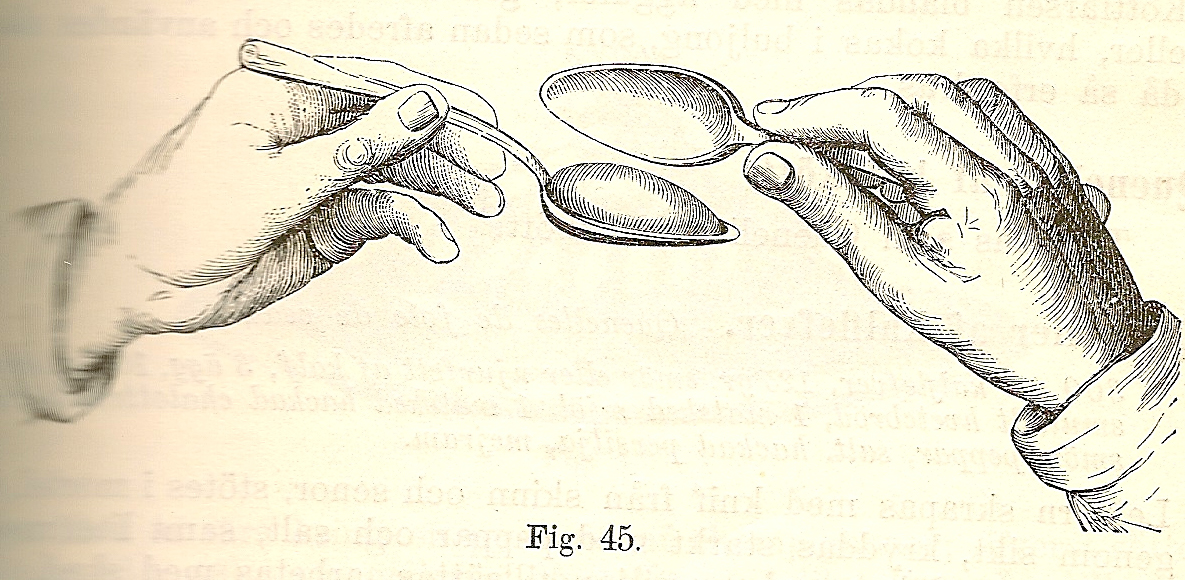
Hur man formar dem utan formar
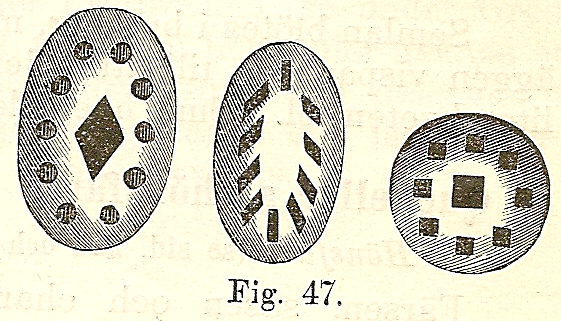
Med hjälp av de här formarna dekorerar man quenellerna, med exempelvis tryffel eller salt tunga